# Phemeranthus brevifolius
Phemeranthus brevifolius är en källörtsväxtart som först beskrevs av Torrey, och fick sitt nu gällande namn av Hershkovitz. Phemeranthus brevifolius ingår i släktet Phemeranthus och familjen källörtsväxter. Inga underarter finns listade i Catalogue of Life.